# Casphalia elongata
Casphalia elongata is een vlinder uit de familie slakrupsvlinders (Limacodidae). De wetenschappelijke naam van deze soort is voor het eerst geldig gepubliceerd in 1915 door Jordan.
De soort komt voor in tropisch Afrika.